# Bromur d'or(III)
Bromur d'or(III) és un sòlid cristal·lí de negre a vermell fosc. Té la fórmula empírica AuBr₃, però existeix principalment com a dímer amb la fórmula molecularAu₂Br₆.

## Preparació
La síntesi més comuna és escalfant or i brom líquid a 140 °C:
2 Au + 3 Br₂ → Au₂Br₆

## Usos

### Química catalítica
El bromur d'or(III) es fa servir en la catàlisi d'una gran varietat de reaccions com per exemple la reacció Diels Alder
Un altre ús és en la substitució nucleofílica.

### Detecció de la ketamina
El bromus d'or(III) es pot usar com a reactiu de prova per la presència de ketamina.
Paracetamol, àcid ascòrbic, heroïna, lactosa, manitol, morfina, i sacarosa tots ells causen un canvi de color a porpra instantani.